# Conseil d'intendance

Divisions administratives du royaume des Deux-Siciles en provinces.

Le Conseil d'intendance était un organe administratif italien du royaume de Naples napoléonien puis du royaume des Deux-Siciles ainsi que du royaume de Sardaigne. Il était présent dans chaque province de ces royaumes et était composé de conseillers d'intendance (ou intendants).

## Histoire
Le conseil d'intendance est créé le 8 août 1806 par Joseph Bonaparte, frère de l'empereur Napoléon Ier et qui est alors roi de Naples. 13 conseils d'intendance sont ainsi fondés, un pour chaque province du règne.
En 1816, le royaume de Naples napoléonien et la Sicile sont unifiés au sein d'un même royaume, le royaume des Deux-Siciles, dirigé par la famille des Bourbon-Siciles. Le conseil d'intendance est réformé est comprend désormais douze conseillers par province.
Progressivement, les Conseils d'intendance s'étendent également au royaume de Sardaigne. La charge de conseiller d'intendance disparaîtra en 1861 avec l'unification de toute la péninsule italienne en un unique royaume.

## Sources
- (it) Cet article est partiellement ou en totalité issu de l’article de Wikipédia en italien intitulé « Consiglio d'intendenza » (voir la liste des auteurs).